# 全足利クラブ
全足利クラブ（オールあしかがクラブ）は、栃木県足利市に本拠地を置き、日本野球連盟に加盟する社会人野球のクラブチームである。
企業チームと異なり、地元の企業・役所に勤める選手が大半を占める純粋なクラブチームである。事務局は足利市役所内に置かれ、練習場には市営の足利市総合運動場硬式野球場を用いるなど恵まれた環境もあり、全日本クラブ野球選手権大会で全国最多の39回の出場歴と11回の優勝歴を誇る。

## 概要
1955年、栃木県足利市を本拠地に『全足利クラブ』として創部。選手は地元企業や市役所に勤め、練習は平日は仕事後の夜間に、休日は昼間に練習や遠征してのオープン戦などを行っている。
1976年、同年から開催されたクラブ野球選手権に初出場し準優勝となる。
1978年、都市対抗野球に初出場を果たした。
1982年にクラブ野球選手権で初優勝を果たすと、1985年から1987年にかけてクラブ野球選手権で3連覇を達成した。これは、全浦和野球団以来となる大会史上2チーム目の快挙であった。
2004年には、クラブ野球選手権で10度目となる優勝を果たした。
2018年にエイジェックが加盟するまでは、企業チームのなかった栃木県においては最強のチームであったが、北関東ではSUBARU・日本製鉄鹿島・日立製作所の北関東3強である企業チームに阻まれて都市対抗野球にはなかなか出場を果たせなかった。しかし、2014年の都市対抗野球北関東2次予選では富士重工業と新日鐵住金鹿島（いずれも当時）を破る大波乱を起こし、北関東第1代表として1978年以来36年ぶりに本戦出場を決めた。本戦では、初戦となった2回戦で同じくクラブチームである松山フェニックスに1-2で敗れた。
2021年にクラブ野球選手権で11度目の優勝。また、この年の社会人野球日本選手権大会に初出場を果たし、社会人野球3大大会（都市対抗野球、社会人野球日本選手権大会、全日本クラブ野球選手権）すべてに出場を果たした3チーム目のクラブチームとなった。
2023年2月25日、第5回ワールド・ベースボール・クラシック（WBC）に出場するオーストラリア代表と7イニング制で練習試合を行い、終盤に追い上げた全足利が5-4でサヨナラ勝ちを収めた。

## 設立・沿革
- 1955年 - 『全足利クラブ』として創部。
- 1976年 - クラブ野球選手権に初出場（第1回大会、準優勝）。
- 1978年 - 都市対抗野球に初出場（初戦敗退）。
- 1982年 - クラブ野球選手権で初優勝。
- 1983年 - クラブ野球選手権で2度目の優勝。
- 1985年 - クラブ野球選手権で3度目の優勝。
- 1986年 - クラブ野球選手権で4度目の優勝。
- 1987年 - クラブ野球選手権で5度目の優勝。大会史上2チーム目をなる3連覇を達成。
- 1989年 - クラブ野球選手権で6度目の優勝。
- 1993年 - クラブ野球選手権で7度目の優勝。
- 1995年 - クラブ野球選手権で8度目の優勝。
- 1997年 - クラブ野球選手権で9度目の優勝。
- 2004年 - クラブ野球選手権で10度目の優勝。
- 2014年 - 36年ぶりに都市対抗野球に出場（初戦敗退）。
- 2021年 - クラブ野球選手権で11度目の優勝、社会人野球日本選手権に初出場。

## 主要大会の出場歴・最高成績
- 都市対抗野球大会：出場2回
- 社会人野球日本選手権大会：出場1回
- 全日本クラブ野球選手権大会：出場39回、優勝11回（1982、1983、1985、1986、1987、1989、1993、1995、1997、2004、2021年）、準優勝7回（1976、1978、1980、1981、1984、2002年、2022年）
- JABA一関市長旗争奪クラブ野球大会：優勝4回（1992、1993、1994、2006年）
- JABAびわこ杯争奪社会人クラブ野球大会：優勝1回（1990年）
- JABA関東連盟クラブ選手権大会：優勝5回（2011、2012、2013、2018、2020年）

## 主な出身プロ野球選手
- 小倉恒（投手） - 1992年ドラフト7位でヤクルトスワローズに入団　※クラブチーム所属の選手として初のドラフト指名
- 岡田幸文（外野手） - 2008年育成選手ドラフト6位で千葉ロッテマリーンズに入団
- 清水貴之（投手） - 退団後、BCリーグの群馬ダイヤモンドペガサスを経て、2011年育成選手ドラフト4位で福岡ソフトバンクホークスに入団
- 笹沼明広（捕手） - 2011年育成選手ドラフト6位で福岡ソフトバンクホークスに入団

## 元プロ野球選手の競技者登録
- 青木正一（元：大阪タイガース） - 監督→退団
- 川田幸夫（元：高橋ユニオンズ） - 投手→監督（1968年～1973年）→退団
- 吉田真史（元：千葉ロッテマリーンズ） - 内野手→退団